# Coletta
Coletta (Culëtta in dialetto locale gropallino, ligure e in dialetto piacentino) è una località del comune italiano di Farini nell'alta val Nure, in provincia di Piacenza, situata nelle vicinanze della frazione di Groppallo alla cui parrocchia appartiene.

## Geografia fisica
La località si trova nella parte meridionale del territorio comunale di Farini, a ridosso del confine con il comune di Ferriere.
L'antico borgo di Coletta si sviluppa su di un poggio a poco più di 650 m s.l.m., nei pressi della foce nel torrente Nure dei suoi affluenti Lavaiana e Lardana.

## Origine del nome
Il toponimo Coletta è di origine latina, da collis, termine derivato dalla collina su cui si erge il villaggio.

## Storia
Intorno al XV secolo nei pressi dell'adiacente villaggio di Boli, si ergeva una torre militare con funzione di controllo del passaggio sul torrente Nure, appartenente alla famiglia Nicelli; il borgo di Coletta era collegato direttamente a questo fortilizio attraverso una strada, detta "strada del castello" il cui ricordo rimane tramite il toponimo ra strà du castlòn (la strada del castellone nel dialetto locale).
Dagli estimi farnesiani risulta che i primi insediamenti documentati nella zona risalgono alla prima metà del XVI secolo, quando questo villaggio apparteneva alla comunità di Groppazzolo, un'antica comunanza rimasta in essere fino ai primi anni del XIX secolo.
Con l'istituzione dei comuni, divenne, insieme a tutta la zona groppallina, parte del comune di Borgo San Bernardino, comune che, aggregato con quello di San Giovanni, avrebbe successivamente dato origine a Bettola. Nel 1867, con il regio decreto 4066, pubblicato in gazzetta ufficiale il 17 novembre, su impulso di alcune famiglie, in particolare, di Giuseppe Zanellotti di Cogno S. Savino, che sarebbe in seguito ne sarebbe diventato il primo sindaco, e di don Luigi Galli, arciprete di Groppallo, venne costituito il nuovo comune di Farini d'Olmo di cui tutta la zona di Groppallo entra a far parte.
A partire dai primi anni del XX secolo, da questo villaggio partirono i primi pionieri piacentini nel campo della commercializzazione delle sementi, emigrando verso il nord ovest dell'Italia; soprattutto in Piemonte e Lombardia, portando nelle insegne delle aziende da loro fondate nomi e cognomi di personalità originarie di Coletta di Groppallo.

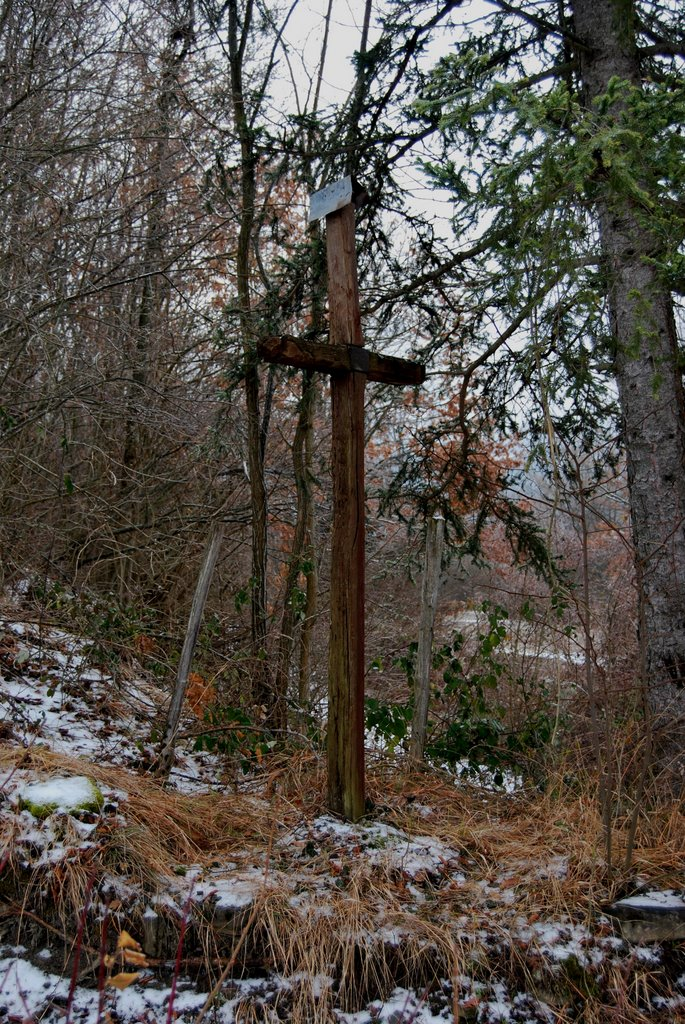
Croce della Missione Campestre

## Monumenti e luoghi d'interesse

Vista frontale dell'oratorio di Coletta

- Oratorio della visitazione di Maria a santa Elisabetta: uno dei dodici antichi oratori della parrocchia di Groppallo; eretto nel 1726, per cura della famiglia Cavanna, è intitolato alla Visitazione di Maria a santa Elisabetta. A differenza degli altri oratori groppallini, questa cappella possiede una devozione non legata ad un santo ma ad un fatto: il viaggio compiuto da Maria, da Nazaret fino a Ain-Karim, per visitare la cugina Elisabetta incinta di Giovanni[8].
- Croce lignea a ricordo della Missione Campestre: si tratta dell'unico esemplare superstite di croce lignea a ricordo della prima missione Campestre avvenuta in Italia nell'autunno del 1949, ad opera di mons. Antonio Cavaciuti, allora parroco di Groppallo.

## Infrastrutture e trasporti
Coletta, distante 7 km da Farini, è raggiungibile tramite la strada provinciale 8 di Bedonia che si dirama dalla strada statale 654 di Val Nure in località Cantoniera.